# Leptobrachium
Leptobracium és un gènere d'amfibis anurs de la família dels megòfrids, i es troba al sud de la Xina, Índia i a les illes de Sunda Shelf.

## Taxonomia
- Leptobrachium abbotti (Cochran, 1926).
- Leptobrachium banae Lathrop, Murphy, Orlov & Ho, 1998.
- Leptobrachium buchardi Ohler, Teynié & David, 2004.
- Leptobrachium chapaense (Bourret, 1937).
- Leptobrachium gunungense Malkmus, 1996.
- Leptobrachium hainanense Ye & Fei In Ye, Fei & Hu, 1993.
- Leptobrachium hasseltii Tschudi, 1838.
- Leptobrachium hendricksoni Taylor, 1962.
- Leptobrachium leucops
- Leptobrachium montanum Fischer, 1885.
- Leptobrachium mouhoti Stuart, Sok & Neang, 2006.
- Leptobrachium nigrops Berry & Hendrickson, 1963.
- Leptobrachium pullum (Smith, 1921).
- Leptobrachium smithi Matsui, Nabhitabhata & Panha, 1999.
- Leptobrachium xanthospilum Lathrop, Murphy, Orlov & Ho, 1998.